# George Goschen
George Joachim Goschen (15 octobre 1866 - 24 juillet 1952), est un homme politique britannique qui est député d'East Grinstead de 1895 à 1906 et gouverneur de Madras de 1924 à 1929.
George Joachim Goschen, 2e vicomte, est le fils d'un éminent homme politique conservateur (anciennement libéral et unioniste libéral) et chancelier de l'Échiquier, George Goschen (1er vicomte Goschen). Il fait ses premières études au Royaume-Uni et est secrétaire de Victor Child Villiers (7e comte de Jersey)  gouverneur de Nouvelle-Galles du Sud en Australie de 1890 à 1892. En 1895 et 1900, il est élu à la Chambre des communes pour East Grinstead et est député de 1895 à 1906 et secrétaire parlementaire du Conseil de l'agriculture et des pêches de mars à juin 1918. En 1924, il est nommé gouverneur de Madras, en Inde, et sert de 1924 à 1929, et est vice-roi de l'Inde de 1929 à 1931. Il meurt en 1952 à l'âge de 85 ans.
Goschen est fait chevalier la grâce de l'Ordre de Saint-Jean  en 1921 et GCSI en mars 1924. Il est également membre du Conseil privé du Royaume-Uni.

## Jeunesse
George Joachim Goschen est le fils de George Goschen (1er vicomte Goschen), et de sa femme Lucy Dalley, né le 15 octobre 1866 . Ses ancêtres ont quitté l'Allemagne pour le Royaume-Uni . Il fait ses études à la Rugby School et au Balliol College d'Oxford .
Goschen tombe amoureux de Lady Margaret Evelyn Gathorne-Hardy, la plus jeune des cinq filles de Gathorne Gathorne-Hardy (1er comte de Cranbrook), qui a huit ans de plus que lui et désire l'épouser . Son père, le 1er vicomte, est cependant fermement opposé à leur mariage et use de son influence pour obtenir une nomination pour son fils en tant que secrétaire privé de Lord Jersey, le gouverneur de Nouvelle-Galles du Sud en Australie . Goschen obéit calmement aux ordres de son père et travaille en Australie de 1890 à 1892 . À son retour d'Australie, cependant, il épouse Margaret le 26 janvier 1893 ,.
Il est major dans le 2nd Volunteer Battalion of The Buffs (East Kent Regiment) et, à partir de février 1901, il sert comme aide de camp supplémentaire (non rémunéré) auprès de Lord Roberts, commandant en chef.

## Député d'East Grinstead
Goschen entre en politique tôt dans la vie. En 1895, il est élu à la Chambre des communes du Royaume-Uni en tant que conservateur pour la circonscription d'East Grinstead dans le Sussex et est député pendant deux mandats du 18 juillet 1895 au 25 janvier 1906 . En juillet 1913, il est élu président du Conseil de la Corporation of Foreign Bondholders, qui comprend certains des principaux financiers d'Angleterre. Goschen est secrétaire parlementaire du Conseil de l'agriculture et de la pêche de mars à juin 1918 ,.
Goschen succède à son père en tant que vicomte Goschen à la mort de ce dernier le 7 février 1907 . En décembre 1910, il est nommé sous-lieutenant du Kent.

## Gouverneur de Madras

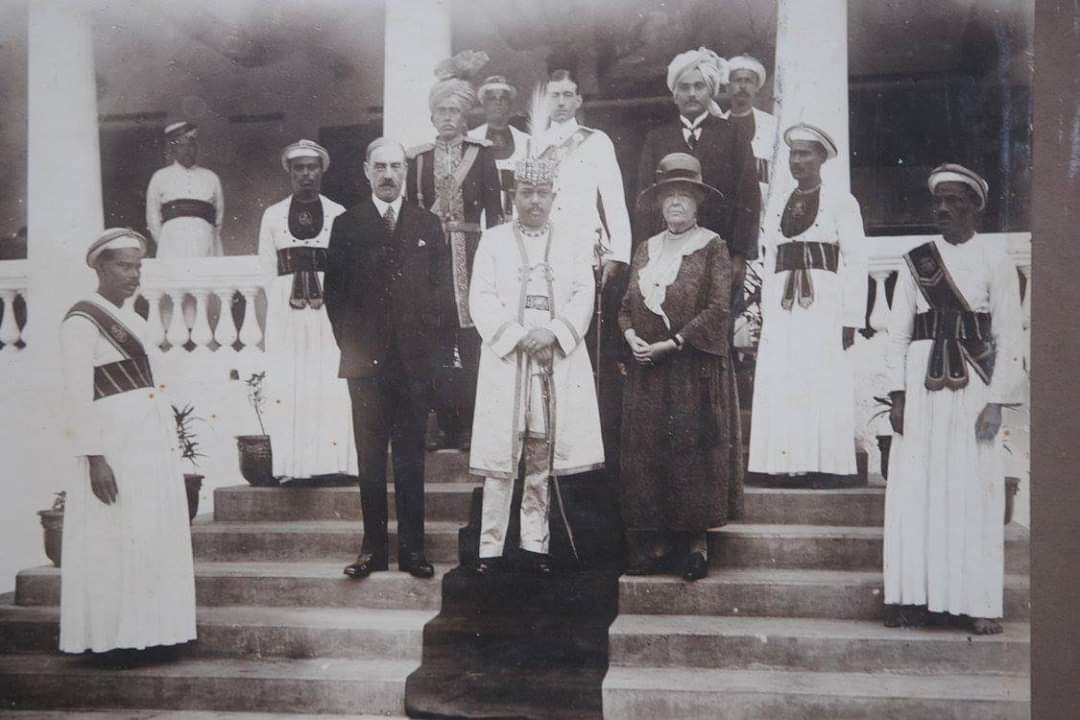
Tableau historique du Maharajah de Jeypore avec le gouverneur de la présidence de Madras et plus tard le vice-roi de l'Inde, le deuxième vicomte Goschen

Goschen est nommé gouverneur de Madras en 1924 et il arrive à Madras en mai 1924 pour prendre son poste. Goschen reçoit le GCSI en mars 1924.
Le Madras President Radio Club lance un service de transmission radio à Madras, le premier de la ville, en 1924, sous le patronage de Goschen. Ce service dure de 1924 à 1927. Goschen est également impliqué dans les premières étapes du Loyola College, Chennai, et préside sa première journée universitaire en 1928 . L'hôpital pour enfants de Mangalore est rénové et renommé hôpital Lady Goschen tandis que le SPG College, Tiruchirappalli, est renommé Bishop Heber College et Goschen préside ses célébrations du jubilé de diamant en 1926 .
En novembre 1926, le projet hydroélectrique de Pykara sur la rivière Moyar est conçu par Lord Goschen.
Il entretient des relations amicales avec le Raja de Panagal qui est le ministre en chef de la présidence de Madras. Cependant, lors des élections de 1926 à l'Assemblée législative de Madras, le Parti de la justice, auquel appartient le Raja, ne remporte que 21 des 98 sièges à l'assemblée . Le Raja démissionne de son poste de ministre en chef  et Goschen invite S. Srinivasa Iyengar, le chef du parti Swarajya qui a remporté la majorité, à former le gouvernement, mais il refuse car l'acceptation de postes publics irait à l'encontre du but même des Swarajistes de perturber le fonctionnement de la dyarchie . Goschen nomme donc un indépendant, P. Subbarayan, ministre en chef, et nomme 34 membres au conseil pour le soutenir . Comme le gouvernement est mis en place par Goschen et tous les membres nommés par lui, il fonctionne plus ou moins comme un gouvernement fantoche .
Le gouvernement de Subbarayan fait l'objet de nombreuses controverses et survit à une motion de censure le 23 août 1927 . Sa position devient plus précaire lorsque la Commission Simon arrive en Inde en 1928 . Le parti Swarajya propose une résolution exhortant au boycott de la commission et le parti de la justice les soutient. La motion est adoptée à 65 contre 50 avec les deux ministres de Subbarayan en faveur d'un boycott . Subbarayan répond en démissionnant de son poste. Goschen, cependant, négocie un règlement avec le Raja de Panagal et nomme un candidat du Parti de la justice, Krishnan Nair au Conseil exécutif . Le Parti de la justice, immédiatement, retire son soutien à la résolution  et accueille favorablement la commission . Juste avant sa retraite de la politique active en 1925, le Parti de la justice insiste pour un don de terres à leur chef Theagaroya Chetty du gouvernement de Madras, mais Goschen refuse fermement d'accorder la subvention . Un bloc nommé "Goschen Block" est construit dans le Govt Estate (actuellement Omandurar Estate) à Mount Road. Cela a un certain nombre de maisons attribuées aux fonctionnaires du gouvernement et plus tard aux députés (M. P. Kakkan, ministre du gouvernement de Kamaraj, vivait dans une). Le bloc Goschen est démoli lorsque la construction du nouveau bâtiment de l'Assemblée (aujourd'hui un hôpital) commence.
Pendant son mandat, le pont Yanam -Neelapalli est construit. Yanam est alors une colonie française. Il pose la première pierre du pont le 10 décembre 1927.

## Vice-roi par intérim de l'Inde
Lord Irwin, vice-roi des Indes, part pour Londres en permission à partir de juillet 1929. Il nomme Goschen comme vice-roi pendant son absence . Le père de George Goschen, le 1er vicomte, s'était vu offrir la vice-royauté de l'Inde par le Premier ministre britannique William Ewart Gladstone en 1880 mais avait décliné l'offre.

## Dernières années
En 1933, un groupe qui s'appelle l'Union de la Grande-Bretagne et de l'Inde est formé à Londres . Ce groupe est en faveur d'une fédération indienne . Goschen est le premier président du groupe . Goschen écrit également écrit un chapitre intitulé "Provincial Autonomy" dans le livre de 1934 India from a Back Bench où il critique le système de la dyarchie le considérant comme un échec basé sur son expérience en tant qu'administrateur en Inde .

## Vie privée
Goschen épouse Lady Margaret Evelyn-Gathorne Hardy (décédée le 11 juillet 1943), fille du comte de Cranbrook . Lady Goschen donne son nom au lycée pour filles du gouvernement de la vicomtesse Goschen (musulman) à Tharanallur, Tiruchirappalli, Tamil Nadu.
Ils ont trois enfants :
- Lieutenant Hon. George Joachim, 7th Btn E Kent Regiment (18 novembre 1893 - 16 janvier 1916) est décédé des suites de blessures reçues au combat lors du siège de Kut
- Hon. Phyllis Evelyn, dame d'honneur de la princesse royale 1948-1965 (5 août 1895 - 27 mai 1976), épouse le lieutenant-colonel Francis Cecil Campbell Balfour
- Hon. Cicely Winifred (29 avril 1899 - 1980), épouse le major Melville Edward Bertram Portal, fils de Sir Bertram Percy Portal

Goschen est décédé le 25 juillet 1952 à l'âge de 85 ans. Son titre est passé à son neveu John Goschen .